# Olivier Schrauwen
Olivier Schrauwen, né le 7 novembre 1977 à Bruges (province de Flandre-Occidentale), est un musicien et auteur de bande dessinée belge néerlandophone, vivant à Berlin.

## Biographie
Olivier Schrauwen naît le 7 novembre 1977. Après avoir étudié l'animation à l'Académie royale des beaux-arts de Gand, Olivier Schrauwen poursuit un master en bande dessinée à l'École supérieure des arts Saint-Luc à Bruxelles, ce qui l'amène à contribuer aux revues Ink et Hic Sunt Leones. Il fait son entrée à Spirou en 2001, en dessinant un sommaire et il réalise deux courts récits dont un est scénarisé par Yvan Delporte. Il publie encore un court récit de 2 planches intitulé Les Mésaventures de Stéfanus en 2006 dans ce journal. Son premier livre, Mon Fiston — une description touchante de la force complexe des relations père-fils —, paraît chez Bries en 2006 et est rapidement traduit en français. Cet album lui vaut le prix avenir de la ville de Turnhout en 2007. En 2009, il fait partie des auteurs représentatifs de la nouvelle bande dessinée flamande qui est invitée d'honneur au Festival international de la bande dessinée d'Angoulême en 2009. Il livre le deuxième opus L’Homme qui se laissait pousser la barbe en 2010. Puis, il continue de publier dans de multiples revues, magazines et anthologies de la scène alternative – Canicola, Strapazin, Mome, Mon lapin, etc – tout en restant un adepte de l'auto-édition. Il livre Arsène Schrauwen publié à L'Association en 2015, cet album fait partie de la sélection officielle du 43e Festival international de la bande dessinée d’Angoulême. Il réédite Le Miroir de Mowgli également à L'Association en 2017. Ces pages publiées initialement en 2011 par Ouvroir Humoir, mettent en scène la seconde naissance de Mowgli.
En 2018, il publie seul Vies parallèles aux éditions Actes Sud/L'An 2 que le critique Benjamin Roure de Bodoï apprécie particulièrement en lui attribuant une note de 4 étoiles sur une échelle de 5. L'année suivante, il s'associe avec Ruppert et Mulot pour publier Portrait d'un buveur dans la collection « Aire libre » aux éditions Dupuis, ce même critique estime cette fois que les auteurs ont fait une petite erreur de parcours avec ce livre.
En parallèle à ces albums, il continue de publier en fanzinat et en micro-édition, dans des structures telles Colorama ou Stripburger.
Comme musicien, on lui doit la participation à trois albums.
Il a une forte influence sur Inge Bogaerts, Tom Borremans (nl) et Ben Gijsemans. 

## Publications

### Albums de bande dessinée
- Mon fiston[13], L'An 2, coll. « ChromoZone », Mouthiers-sur-Boëme, août 2006
Scénario, dessin et couleurs : Olivier Schrauwen -  (ISBN 978-2-84856-072-4) — Traduction : Thierry Groensteen.
- L'Homme qui se laissait pousser la barbe[14],[15],[16], Actes Sud/L'An 2, Arles, 4 novembre 2010
Scénario, dessin et couleurs : Olivier Schrauwen -  (ISBN 978-2-7427-9443-0)
- Le Miroir de Mowgli[17], Ouvroir Humoir, 2011 (risographie).
- Gris, Arbitraire, 28 février 2015
Scénario et dessin : Olivier Schrauwen - Couleurs : noir et blanc -  (ISBN 9782918553113),Imprimé en RISO par Papier Machine, couverture sérigraphiée sur papier argenté. Tirage à 500 ex.
- Arsène Schrauwen[18], L'Association, Paris, 11 octobre 2015
Scénario et dessin : Olivier Schrauwen - Couleurs : trichromie -  (ISBN 9782844145925),Sélection officielle du Festival d'Angoulême 2016[6].
- Le Miroir de Mowgli[7], L'Association, Paris, 19 septembre 2017
Scénario et dessin : Olivier Schrauwen - Couleurs : bichromie -  (ISBN 978-2-84414-675-5)
- Vies parallèles[8],[19], Actes Sud/L'An 2, 5 février 2018
Scénario, dessin et couleurs : Olivier Schrauwen -  (ISBN 9782330092498)
- Portrait d'un buveur[9],[20],[21],[22], Dupuis, coll. « Aire libre », Marcinelle, 15 février 2019
Scénario et dessin : Olivier Schrauwen, Ruppert et Mulot - Couleurs : Olivier Schrauwen -  (ISBN 9791034737178)

### Catalogues d'exposition
- Ceci n'est pas la BD Flamande[23] - La Flandre invitée d'honneur au Festival international de la bande dessinée d'Angoulême, Fonds flamand des lettres, Berchem, 2009
Scénario : Benoît Mouchart, Gert Meesters - Dessin : collectif - Couleurs : quadrichromie,Artistes : Serge Baeken, Randall Casaer, Constantijn Van Cauwenberge, Luc Cromheecke, Reinhart Croon, Steven Dhondt, Kim Duchateau, Brecht Evens, Stijn Gisquière, Inge Heremans, Jeroen Janssen, Philip Paquet, Gerolf Van de Perre, Pieter De Poortere, Olivier Schrauwen, Kristof Spaey, Simon Spruyt, Judith Vanistendael, Marnix Verduyn, Maarten Vande Wiele. (OCLC 901248335)

### Expositions collectives
- Ceci n'est pas la BD flamande[4], Festival d'Angoulême 2009.
- Ceci n'est pas la BD flamande[24], Louvain du 13 février au 15 avril 2009.

#### Livres
- Pascal Lefèvre et Patrick Van Gompel, La Nouvelle BD flamande, Berchem, Fonds flamand des lettres, 2003, 56 p., ill. ; 17 cm (OCLC 902348799, présentation en ligne).
- Gert Meesters, De l'art personnel au service d'un internationalisme radical. Les BD d'Olivier Schrauwen, Septentrion, numéro 3, 2015, p. 61 (lien).
- Gert Meesters, « The Reincarnation of Independent Comics : Bries and Oogachtend as Deceivingly Similar Cases », La bande dessinée en dissidence. Alternative, indépendance, auto-édition/Comics in Dissent. Alternative, Independence, Self-Publishing, Christophe Dony, Tanguy Habrand et Gert Meesters (dir.), Liège : Presses Universitaires de Liège, collection « ACME », 2014, p. 127-140.
- (en) Benoît Crucifix, Gert Meesters, « The Medium Is the Message: Olivier Schrauwen’s ‘Arsène Schrauwen’ beyond Expectations of Autobiography, Colonial History and the Graphic Novel », European Comic Art, volume 9, numéro 1, 2016, p. 24-62.

#### Périodiques
- Olivier Schrauwen, Ruppert et Mulot (interviewés), « Interview éthylique », Les Cahiers de la BD, no 7,‎ avril-juin 2019

#### Articles
- « Dossier consacré à Olivier Schrauwen », sur Cité internationale de la bande dessinée et de l'image (consulté le 13 mai 2023).